# Kadaňská hrušeň
Kadaňská hrušeň je památný strom hrušeň obecná (Pyrus communis) v Kadani v okrese Chomutov v Ústeckém kraji.
Roste v Mostecké pánvi v nadmořské výšce 300 m u cesty ke garážím v ulici Žitná, necelých 200 metrů od pravého břehu Ohře.

## Základní údaje
Obvod kmene měří 218 cm, koruna stromu dosahuje do výšky 8,5 metrů (měření 2009). V roce 2009 bylo stáří stromu odhadováno na 150 let.
Hrušeň je chráněna od roku 2002 jako ochrana genofondu, krajinná dominanta a strom s významným vzrůstem.

## Stromy v okolí
- Svatojakubská hrušeň
- Svatojánská lípa v Kadani
- Nádražní lípa
- Lípy u kaple svatého Jana Křtitele
- Dub svatého Petra a Pavla
- Máchův dub
- Kadaňská douglaska